# 李楠 (魅族科技副总裁)
李楠（1978年11月20日—），是魅族的創始人之一。

## 生平
新成立的魅藍事業部除了品牌、市場、銷售等重要職能。2018年6月20日，魅族再次發佈公司組織架構調整通知，任命李楠為公司CMO兼公司高級副總裁，負責市場和電商相關業務，不再兼任CSO及銷售中心高級副總裁。2019年7月18日，李楠在新浪微博上宣布從魅族离职。